# Orphanostigma haemorrhoidalis
Orphanostigma haemorrhoidalis is een vlinder uit de familie van de grasmotten (Crambidae), uit de onderfamilie van de Spilomelinae. De wetenschappelijke naam van deze soort is voor het eerst voorgesteld als Salbia haemorrhoidalis door Achille Guenée in een publicatie uit 1854.

## Verspreiding
De soort komt voor in:
- het Nearctisch gebied waaronder in de Verenigde Staten[1],
- het Neotropisch gebied waaronder Cuba[1], Jamaica[1], de Dominicaanse Republiek[1], Puerto Rico[1], Nicaragua[2], Costa Rica[3], Brazilië en Bolivia[3],
- het Australaziatisch gebied waaronder Hawaii, Fiji[3] en Australië,
- het Afrotropisch gebied waaronder Nigeria[3], Zimbabwe, Zuid-Afrika, Madagaskar, Mauritius en Réunion.

## Waardplanten
De rups leeft op Lantana camara (Verbenaceae).